# Elipsos
Elipsos (vollständiger Name: Elipsos Internacional, S. A.) war ein im Jahr 2001 gegründetes spanisches Eisenbahnverkehrsunternehmen. Es gehörte zu gleichen Anteilen der spanischen Staatseisenbahn Renfe und ihrem französischen Pendant SNCF; deren Kooperation endete 2022. Das Unternehmen verantwortete seit Dezember 2013 die internationalen Hochgeschwindigkeitsverbindungen zwischen Frankreich und Spanien.
Seit der Gründung bis Ende 2012 bzw. 2013 betrieb Elipsos Nachtzugverbindungen von Spanien nach Frankreich und Italien sowie in die Schweiz. Ab 2014 wurden Hochgeschwindigkeitszüge eingesetzt.

## Geschichte

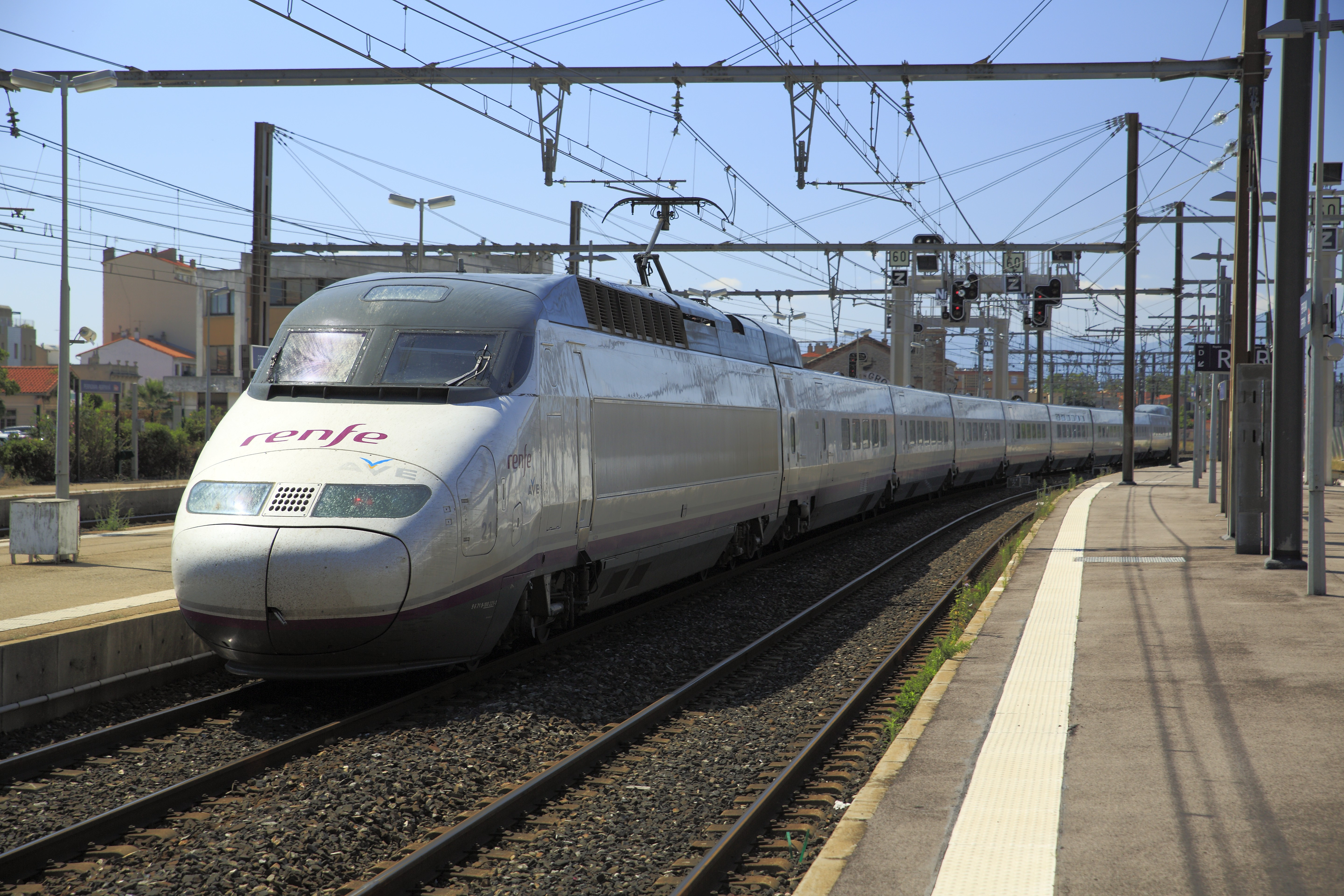
Spanischer Hochgeschwindigkeitszug AVE verlässt den Bahnhof der französischen Stadt Perpignan in Richtung Barcelona

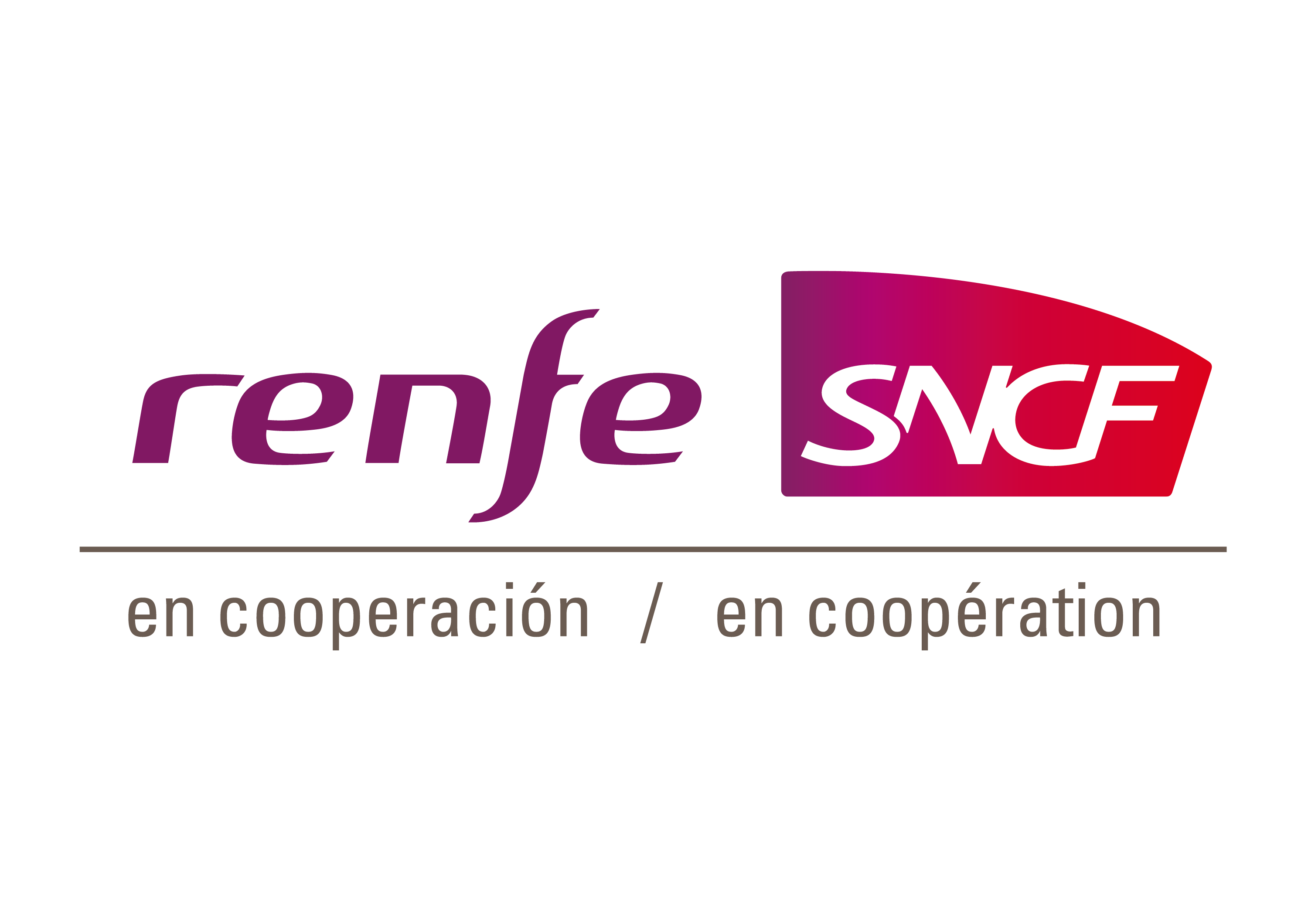
Logo von Renfe-SNCF en cooperación / en coopération

Um die Nachtzugverbindungen zwischen Spanien und seinen nördlichen Nachbarländern zu fördern und besser zu vermarkten, entschlossen sich im Jahr 2001 die französische und die spanische Staatseisenbahn ein gemeinsames Unternehmen für dieses Projekt zu gründen. Elipsos mit Sitz in Madrid nahm seine Tätigkeit am 1. April 2001 auf. Aufgrund der damaligen Rechtslage – der europäische Eisenbahnfernverkehr war noch nicht liberalisiert – vermarktete und betreute Elipsos jedoch nur die internationalen Nachtzugverbindungen. Die Züge selbst wurden offiziell weiterhin von der RENFE auf spanischem Gebiet und der SNCF auf französischem Gebiet betrieben. Bis Dezember 2012 – als noch Zielorte in Italien und in der Schweiz angefahren wurden – waren auch Trenitalia und die SBB Betreiber.
Bis zum Fahrplanwechsel am 15. Dezember 2013 betreute Elipsos die – nach bekannten spanischen Künstlern benannten – Nachtzugverbindungen. Die Züge wurden in Spanien als Trenhotel, in Frankreich als Trainhôtel und international als EuroNight bezeichnet.
Im Jahr 2009 beförderte Elipsos 330.000 Fahrgäste.
Mit der Einstellung der von Elipsos betriebenen Nachtzüge zum Fahrplanwechsel am 15. Dezember 2013 wurde das Angebot an Hochgeschwindigkeitsverbindungen zwischen Frankreich und Spanien deutlich ausgebaut. Das Hochgeschwindigkeitsnetz wird von Elipsos unter der Marke Renfe-SNCF en cooperación / en coopération angeboten.
Bis Ende 2014, also im ersten Jahr ihres Bestehens, wurden die Hochgeschwindigkeitsverbindungen von insgesamt 1,85 Millionen Personen genutzt. Davon entfielen 800.000 Passagiere auf grenzüberschreitende Reisen. Auf der meistbefahrenen Strecke Paris – Barcelona wurden 200.000 Fahrgäste gezählt. Unter den Reisenden waren 37 % französischer, 28 % spanischer und 35 % anderer Herkunft.
Im Februar 2022 gab die SNCF bekannt, dass sie ein Ende der internationalen Verbindungen in Zusammenarbeit mit Renfe beabsichtigt. Der Betrieb endete am 11. Dezember 2022.

## Ehemalige Verbindungen

### Nachtzugverbindungen

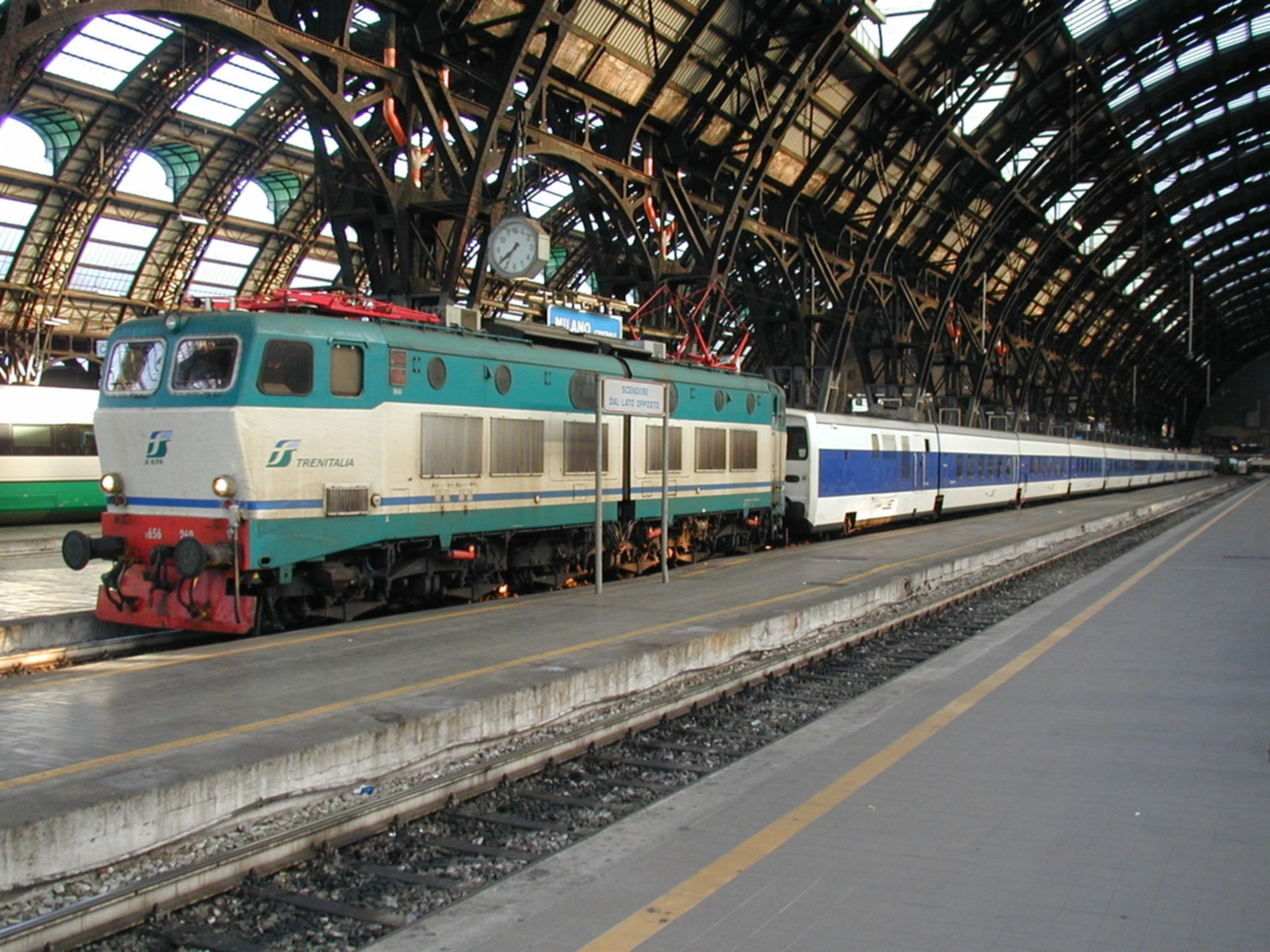
Trenhotel/EuroNight Salvador Dalí im Bahnhof Milano Centrale

Alle Verbindungen wurden als Nachtzüge mit Talgo-Wagen der Serie VI betrieben. Diese Züge besitzen eine Umspureinrichtung, um zwischen iberischer Spurweite (1668 mm) und europäischer Normalspur (1435 mm) zu wechseln.
| Name                        | Linie                                  | Einstellung   |
| --------------------------- | -------------------------------------- | ------------- |
| Trenhotel Francisco de Goya | Madrid Chamartin – Paris Austerlitz    | Dezember 2013 |
| Trenhotel Joan Miró         | Barcelona-França – Paris Austerlitz    | Dezember 2013 |
| Trenhotel Pau Casals        | Barcelona-França – Zürich Hauptbahnhof | Dezember 2012 |
| Trenhotel Salvador Dalí     | Barcelona-França – Milano Centrale     | Dezember 2012 |

Die Linie nach Zürich wurde zum 9. Dezember 2012 eingestellt. Der Nachtzug nach Mailand (Milano Centrale) ist seit dem 7. Dezember 2012 eingestellt. Die beiden Verbindungen nach Paris werden seit dem Fahrplanwechsel am 15. Dezember 2013 nicht mehr angeboten.

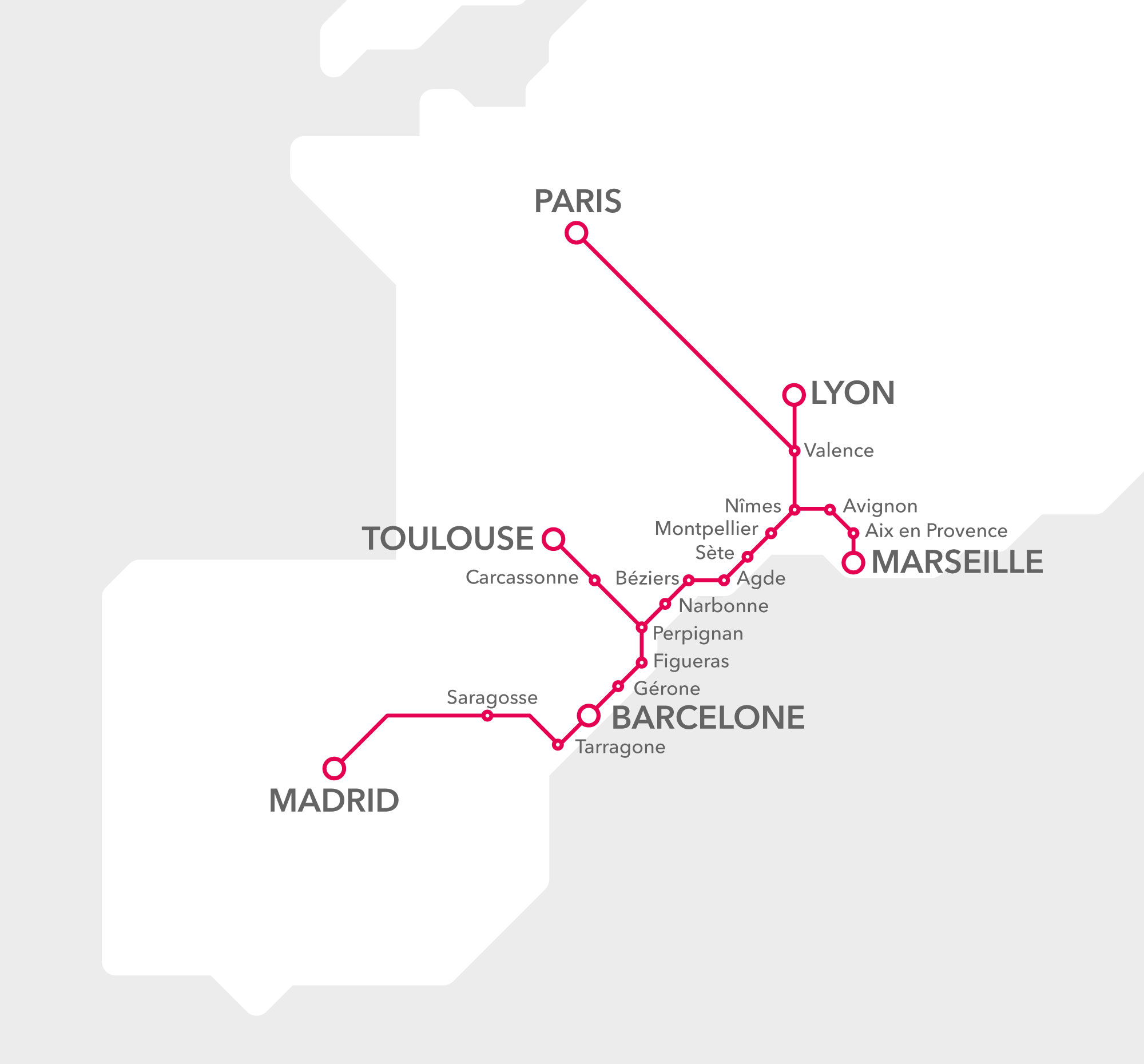
Übersicht der von Elipsos angebotenen Verbindungen, Stand: Juni 2014

### Verbindungen mit Hochgeschwindigkeitszügen
Seit Ende 2013 wurden sämtliche von Elipsos vermarktete Verbindungen mit französischen TGV- oder spanischen AVE-Hochgeschwindigkeitszügen bedient.
Diese Züge fuhren unter der Bezeichnung Renfe-SNCF en cooperación / en coopération.
Zwischen Frankreich und Katalonien nutzten sie die Schnellfahrstrecken Perpignan – Figueres sowie Figueres – Barcelona. Am 11. Dezember 2022 wurden die von Renfe und SNCF gemeinsam betriebenen Verbindungen eingestellt. Verbindungen zwischen Paris und Barcelona werden seit dem Fahrplanwechsel von der SNCF eigenständig betrieben. Auch Renfe bietet seit Mai 2023 ein eigenes Angebot auf den ehemals gemeinsam betriebenen Verbindungen an.
| Zugtyp | Linie                             | Fahrzeit             | Einstellung   |
| ------ | --------------------------------- | -------------------- | ------------- |
| TGV    | Paris – Barcelona                 | 6 Stunden 35 Minuten | Dezember 2022 |
| AVE    | Lyon – Barcelona                  | 5 Stunden            | Dezember 2022 |
| AVE    | Marseille – Madrid über Barcelona | 7 Stunden 40 Minuten | Dezember 2022 |